# Krampus

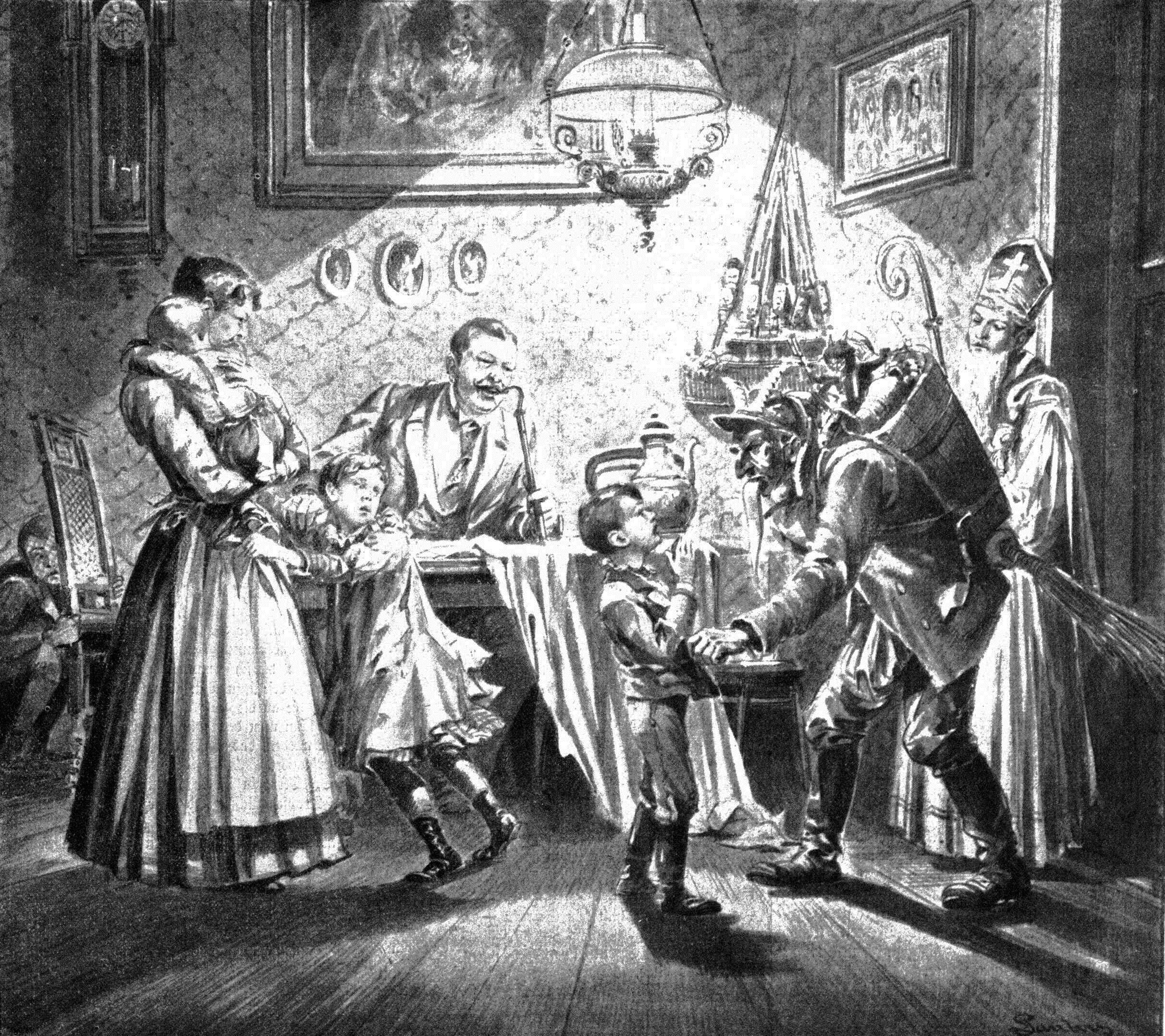
Krampus și Sfântul Nicolae vizitează o casă vieneză în 1896

În folclorul central-european, Krampus este o figură cu coarne, antropomorfe, descrisă drept „jumătate capră, jumătate demon”, care, în perioada Crăciunului, pedepsește copiii care s-au comportat urât, în contrast cu Sfântul Nicolae, care răsplătește cu cadouri pe cei care s-au comportat bine. Krampus este unul dintre însoțitorii Sfântului Nicolae din mai multe regiuni, printre care Austria, Bavaria, Croația, Republica Cehă, Ungaria, Italia de Nord, inclusiv Tirolul de Sud și provincia Trento, Slovacia și Slovenia. Originea figurii este neclară; unii folcloriști și antropologi au postulat-o ca având origini precreștine.
În paradele tradiționale și în evenimente precum Krampuslauf (engleză: Krampus run), participă tineri îmbrăcați ca Krampus; astfel de evenimente apar anual în majoritatea orașelor alpine. Krampus este prezentat pe felicitările de vacanță numite Krampuskarten.

## Legături externe
- Bruce, Maurice (1958). „The Krampus in Styria”. Folklore. 69: 45. doi:10.1080/0015587X.1958.9717121.
- Honigmann, John J. (1977). „The Masked Face”. Ethos. 5 (3): 263. doi:10.1525/eth.1977.5.3.02a00020.
- Roncero, Miguel. "Trailing the Krampus", Vienna Review, 2 December 2013 Arhivat în 20 iunie 2017, la Wayback Machine.